# Taphrina farlowii
Taphrina farlowii är en svampart som beskrevs av Sadeb. 1890. Taphrina farlowii ingår i släktet Taphrina och familjen häxkvastsvampar.   Inga underarter finns listade i Catalogue of Life.